# دنی میاتکه
دنی میاتکه (به انگلیسی: Danni Miatke) (زادهٔ ۲۹ نوامبر ۱۹۸۷) شناگر اهل استرالیا است.